# Ara funeraria di Hermione

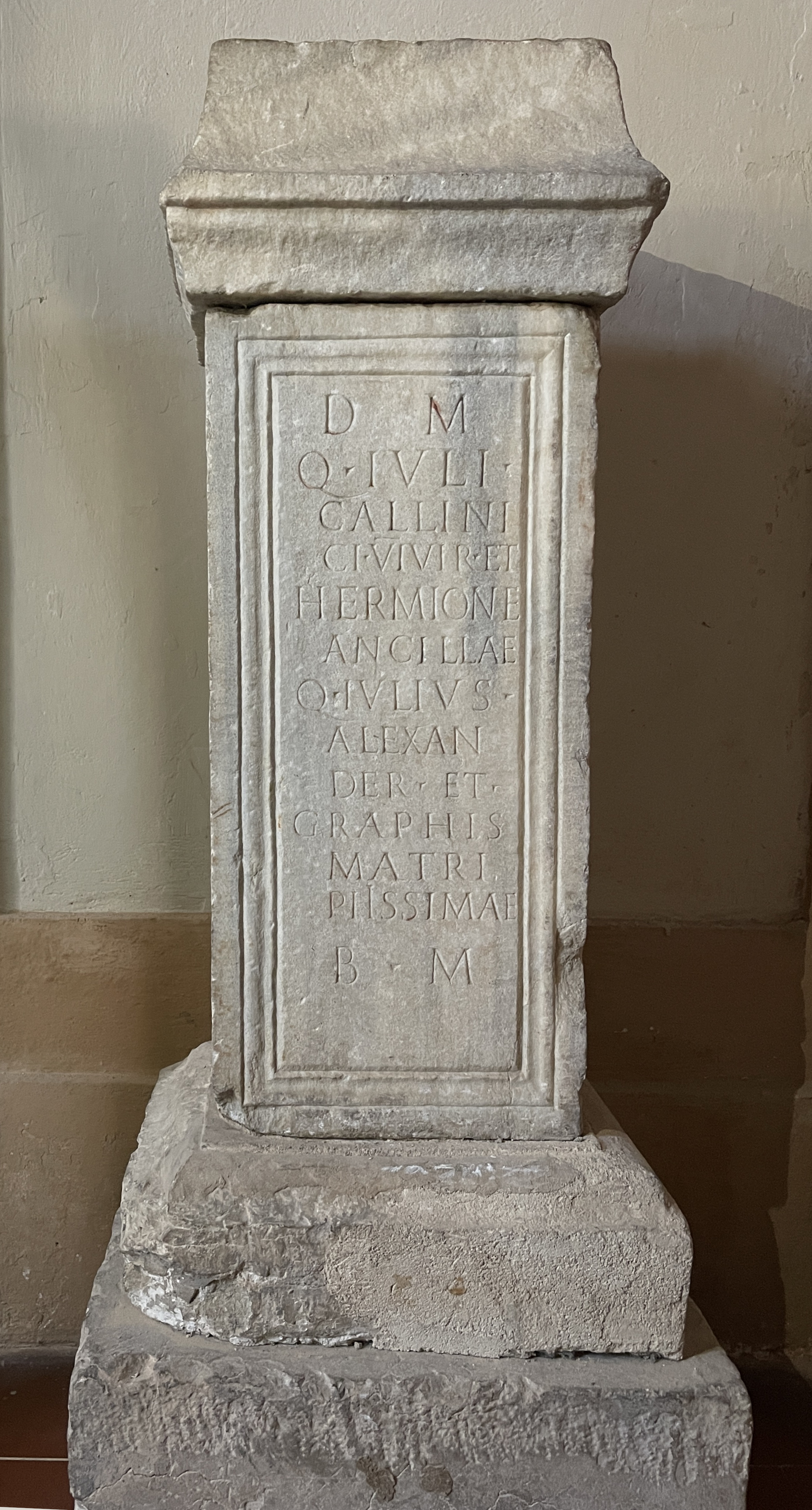
Lapide di Hermione nel Portico dei Marmi a Palazzo dei Musei di Reggio Emilia

L'ara funeraria di Hermione è un monumento funebre in marmo bianco del II sec. d.C. proveniente dall'area di Brescello e conservato nel Portico dei Marmi del Palazzo dei Musei di Reggio Emilia.

## Descrizione
Il testo ricorda quattro individui, due defunti (Q. Iulius Callinicus e la sua schiava Hermione) e due dedicanti (Quintus Iulius Alexander e la schiava
Graphis, figlia di Hermione), tutti appartenenti alla Gens degli Iulii. Quintus Iulius Callinicus viene ricordato come seviro, cioè gli era stata concessa una carica onorifica con funzioni tra il sacerdotale e il pubblico,
connessa con il culto imperiale. Hermione, sua schiava, con ogni probabilità ne era la compagna. 
Hermione viene definita madre devotissima e questo può indicare che, sebbene gli schiavi fossero tecnicamente considerati proprietà e non persone,
all’interno delle grandi famiglie romane venivano riconosciuti anche agli schiavi gli affetti e i legami familiari. In questa occasione, alla piccola Graphis viene concesso di ricordare Hermione come sua madre.

## Iscrizione
Q(uinti) iuli

callini

ci Vivir(i) et

Hermione

ancillae

Q(uintus) iulius

alexan

der et

Graphis

matri

piissimae

B(ene) m(erentibus)»
di Quinto Giulio
 
Callinico,
 seviro e 
all’ancella 

Ermione.

Quinto Giulio 

Alessandro 

e Grafide, 

alla madre 

devotissima. 

Che hanno ben meritato.»